# Archembia bahia
Archembia bahia is een insectensoort uit de familie Archembiidae, die tot de orde webspinners (Embioptera) behoort. De soort komt voor in Brazilië.
Archembia bahia is voor het eerst wetenschappelijk beschreven door Ross in 2001.